# Symbols (álbum)
Symbols es el décimo álbum de estudio del grupo alemán de metal industrial KMFDM, lanzado en 23 de septiembre de 1997. Una reedición remasterizada digitalmente de Symbols fue lanzado en 2007 en Metropolis Records.

## Antecedentes
Symbols fue grabado en Seattle, Washington , Los símbolos marcan la introducción de Tim Skold. Mientras que su contribución a este disco fue como invitado, se convertiría en un miembro de pleno derecho de Adios y Attak. Sascha Konietzko, el líder de KMFDM, dijo que el título no tenía ningún significado especial, y era sólo una idea para un título del grupo tenido muy temprano, antes de que un solo álbum había sido publicado. En Esch dijo que la idea para el título del álbum proviene de los símbolos utilizados para maldiciones en los cómics. Symbols aparecen en las letras impresas de "Down and Out"; el punto correspondiente en la canción se cubre con un pitido censor como en la canción, y se sustituye por "(symbols)" en el archivo oficial de KMFDM.

## Recepción
Andy Hinds de Allmusic dio una crítica agridulce, llamando a algunas de las ideas de la banda repetitiva mientras que elogia la programación. También comentó que la banda mantiene su sonido fresco mediante la incorporación de nuevos artistas que contribuyen para cada nuevo disco, y tomó nota de la presencia de Tim Skold y Nivek Ogre. Llamó la más alta calidad de producción y el álbum "un buen lugar para los recién llegados al comienzo", pero dijo que los símbolos ofrece las personas que han estado siguiendo la banda algunas sorpresas. Kevin Williams, del Chicago Sun-Times llama "Megalomaniac" una "incredible, irresistible opener" y dijo que el álbum "podría dar lugar a una toma de posesión KMFDM de la electrónica."

## Legado e influencia
"Stray Bullet" recibió atención de los medios después de la masacre del instituto Columbine porque letra de la canción fueron publicadas en el sitio web de Eric Harris. La canción también se encontraba en el fondo de uno de los videos publicados por Pekka-Eric Auvinen en YouTube antes del Masacre del instituto Jokela.

## Lista de canciones
| N.º | Título                                 | Música                                           | Duración |  |
| 1.  | «Megalomaniac»                         | En Esch, Sascha Konietzko, Günter Schulz         | 6:07     |  |
| 2.  | «Stray Bullet»                         | Esch, Konietzko, Schulz                          | 5:32     |  |
| 3.  | «Leid und Elend» ("Sorrow and Misery") | Esch, Konietzko, Schulz                          | 6:10     |  |
| 4.  | «Mercy»                                | Esch, Konietzko, Schulz                          | 5:00     |  |
| 5.  | «Torture»                              | Nivek Ogre, Konietzko                            | 7:04     |  |
| 6.  | «Spit Sperm»                           | Raymond Watts, Esch, Konietzko, Schulz           | 4:46     |  |
| 7.  | «Anarchy»                              | Tim Skold, Esch, Konietzko, Schulz, Bill Rieflin | 5:35     |  |
| 8.  | «Down and Out»                         | Esch, Konietzko, Abby Travis, Schulz             | 6:40     |  |
| 9.  | «Unfit»                                | Watts, Esch, Konietzko, Schulz                   | 6:01     |  |
| 10. | «Waste»                                | Konietzko, Travis, Esch, Rieflin, Schulz         | 3:39     |  |

## Personal
- Sascha Konietzko - voz, teclados
- Günter Schulz - guitarra
- Chris Connelly - entrada
- Bill Rieflin - tambores
- Tim Skold - voz (7)
- En Esch - voz (1–6, 8, 10)
- Raymond Watts - voz (6-9)
- Nivek Ogre - voz (5)
- Amy Denio - saxofón (8)
- Michel Bassin - guitarra,percusiones
- Abby Travis - voz (1,2,4,7,8,10)